# Bruno Pontecorvo
Bruno Pontecorvo   (Pisa, 22 d'agost de 1913 - Dubnà, 24 de setembre de 1993) va ser un físic nuclear italià i soviètic, un dels primers assistents d'Enrico Fermi i autor de nombrosos estudis de física d'altes energies, especialment sobre neutrins.
Comunista convençut, va desertar a la Unió Soviètica l'any 1950, on va continuar les seves investigacions sobre la desintegració del muó i sobre els neutrins. El prestigiós Premi Pontecorvo es va instituir en la seva memòria l'any 1995.
El quart de vuit fills d'una família benestant jueva-italiana, Pontecorvo va estudiar física a la Universitat de Roma La Sapienza, amb Fermi, i es va convertir en el més jove dels seus nois de la Via Panisperna. El 1934 va participar en el famós experiment de Fermi que mostrava les propietats dels neutrons lents que van obrir el camí cap al descobriment de la fissió nuclear. Es va traslladar a París el 1934, on va dur a terme investigacions amb Irène i Frédéric Joliot-Curie. Influenciat pel seu cosí, Emilio Sereni, es va afiliar al Partit Comunista Francès, igual que les seves germanes Giuliana i Laura i el seu germà Gillo. Les lleis racials del règim feixista italià de 1938 contra els jueus van fer que els membres de la seva família abandonessin Itàlia per anar cap a la Gran Bretanya, França i els Estats Units d'Amèrica.
Quan l'exèrcit alemany va ocupar París durant la Segona Guerra Mundial, Pontecorvo, el seu germà Gillo, el cosí Emilio Sereni i Salvador Luria van fugir de la ciutat en bicicletes. Finalment va arribar a Tulsa, Oklahoma, on va aplicar els seus coneixements de física nuclear a la prospecció de petroli i minerals. El 1943, es va unir a l'equip britànic de Tube Alloys al Laboratori de Montreal, al Canadà. Això es va convertir en part del Projecte Manhattan per desenvolupar les primeres bombes atòmiques. Als Laboratoris de Chalk River, va treballar en el disseny del reactor nuclear ZEEP (Zero Energy Experimental Pile), el primer reactor fora dels Estats Units d'Amèrica que va ser crític el 1945, seguit del reactor NRX (National Research Experimental) el 1947. També va estudiar els raigs còsmics, la desintegració dels muons, i el que seria la seva obsessió, els neutrins. El 1949 es va traslladar a Gran Bretanya, on va treballar per a l'Atomic Energy Research Establishment (AERE) a Harwell.
Després de la seva deserció a la Unió Soviètica el 1950, va treballar l'Institut Unificat de Recerca Nuclear a Dubna. Havia proposat utilitzar el clor per detectar neutrins. En un article de 1959, va argumentar que el neutrí electrònic (νe) i el neutrí muònic (νμ) eren partícules diferents. L'experiment Homestake va detectar neutrins solars, però només es va trobar entre un terç i la meitat del nombre previst. En resposta a aquest problema dels neutrins solars, va proposar un fenomen conegut com a oscil·lació de neutrins, pel qual els neutrins electrònics es convertien en neutrins muònics. L'existència de les oscil·lacions va ser finalment establerta per l'experiment Super-Kamiokande el 1998. També va predir el 1958 que les supernoves produirien esclats intensos de neutrins, cosa que es va confirmar el 1987 quan la supernova SN 1987A va ser detectada pels detectors de neutrins.

## Biografia

### Joventut i educació
Pontecorvo va néixer el 22 d'agost de 1913 a Marina di Pisa, el quart de vuit fills de Massimo Pontecorvo i la seva esposa Maria (nascuda Maroni). El seu germà gran Guido, que va néixer l'any 1907, va ser genetista. El seu germà Paolo, que va néixer l'any 1909, va ser enginyer i va treballar en radar durant la Segona Guerra Mundial. La seva germana gran Giuliana va néixer l'any 1911. El seu germà Gillo va néixer l'any 1919, i és conegut per haver dirigit el film La Battaglia di Algeri (1966). També tenia dues germanes més petites (Laura, que va néixer l'any 1921, i Anna, que va néixer l'any 1924), i un germà petit, Giovanni, que va néixer l'any 1926. La seva família era una família benestant; el pare era propietari de tres fàbriques tèxtils que donaven feina a més de 1.000 persones. La família era jueva no practicant de Roma per part del seu pare i de Màntua per part de la mare. El seu avi per part materna, Arrigo Maroni (1852-1924), va ser director de l'Hospital Fatebenefratelli de Milà; la cosina de la seva mare va ser una notable zoòloga Elisa Gurrieri-Norsa (1868-1939).
Pontecorvo va ingressar a la Universitat de Pisa amb la intenció d'estudiar enginyeria, però dos anys després, el 1931, va decidir passar a la física. Aconsellat pel seu germà Guido, va estudiar a la Universitat de Roma La Sapienza, on Enrico Fermi havia reunit un grup de joves científics prometedors coneguts com els «nois de la via Panisperna» pel nom del carrer on llavors estava situat l'Institut de Física de la Universitat de Roma. Als divuit anys va ingressar al tercer any de física. Fermi va descriure Pontecorvo com «científicament un dels homes més brillants amb qui he entrat en contacte en la meva carrera científica». Com a membre més jove, el grup el va batejar amb el nom de Cucciolo, que significa «cadell».
El 1934, Pontecorvo va contribuir al famós experiment de Fermi que mostra les propietats dels neutrons lents que va obrir el camí cap al descobriment de la fissió nuclear. El nom de Pontecorvo es va incloure a la patent dels nois de la via Panisperna «per augmentar la producció de radioactivitat artificial amb bombardeig de neutrons». Va ser nomenat ajudant temporal al Reial Institut de Física el 1r de novembre de 1934 i a la Universitat de Roma, i el 7 de novembre, va ser catalogat com a coautor, juntament amb Fermi i Rasetti, d'un article històric sobre neutrons lents que informava que l'hidrogen frenava els neutrons més que els elements pesats, i que els neutrons lents s'absorbien més fàcilment. L'octubre de 1935 es va concedir una patent italiana per al procés, a nom de Fermi, Pontecorvo, Edoardo Amaldi, Franco Rasetti i Emilio Segrè. Es va concedir una patent dels Estats Units d'Amèrica el 2 de juliol de 1940.

### Inici de la seva carrera professional

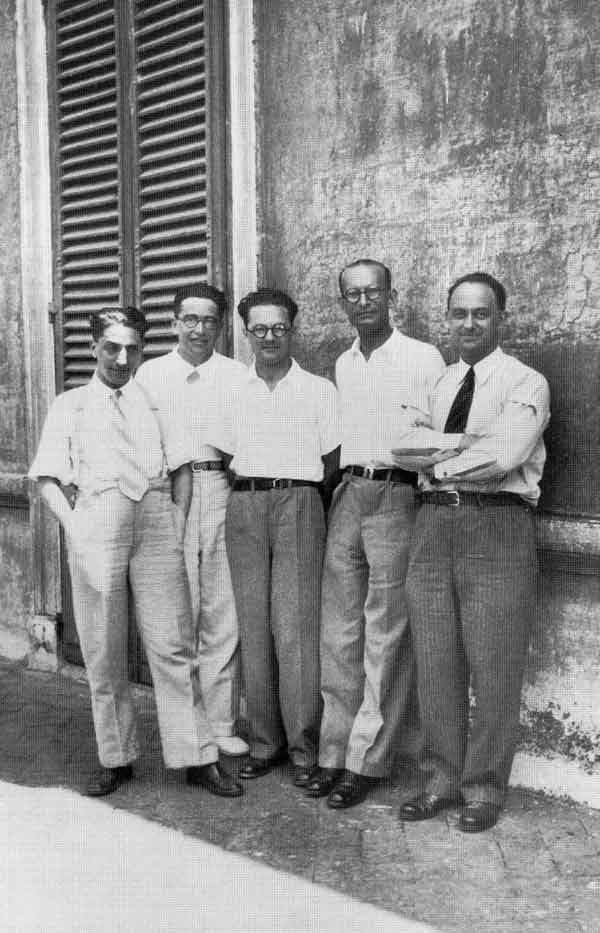
Els Nois de la Via Panisperna al pati de l'Institut de Física de la Universitat de Roma, a Via Panisperna, c.1930. D'esquerra a dreta: Oscar D'Agostino, Emilio Segrè, Edoardo Amaldi, Franco Rasetti i Enrico Fermi

El febrer de 1936, Pontecorvo va deixar Itàlia i es va traslladar a París per treballar al laboratori d'Irène i Frédéric Joliot-Curie al Collège de France amb una beca d'un any per estudiar els efectes de les col·lisions de neutrons amb protons i sobre les transicions electromagnètiques entre isòmers. Durant aquest període, influenciat pel seu cosí, Emilio Sereni, va adoptar els ideals del comunisme als quals va romandre fidel durant la resta de la seva vida. Va establir una relació amb Helene Marianne Nordblom, una dona sueca que treballava a París com a mainadera. Ja sigui per la seva relació amb Marianne, pel seu interessant treball sobre isòmers o pel deteriorament de la situació política a Itàlia, el 1937 va rebutjar l'oportunitat de sol·licitar una plaça permanent a la Universitat de Roma per quedar-se a París.
Marianne es va instal·lar amb Pontecorvo a l'Hôtel des Grands Hommes de la Place du Panthéon el 4 de gener de 1938. El seu fill, Gil, va néixer el 30 de juliol. El seu visat va expirar i va haver de tornar a Suècia al setembre. Pontecorvo la va acompanyar, deixant a Gil en una llar d'infants residencial a París. De tornada a París sol, va sopar amb Manne Siegbahn i es va reunir amb Niels Bohr i Lise Meitner el 12 d'octubre de 1938. En aquell moment, Pontecorvo no podia tornar a Itàlia a causa de les lleis racials del règim feixista italià contra els jueus. Això va provocar la ruptura dels Nois de la Via Panisperna, amb Fermi traslladant-se als Estats Units d'Amèrica. La família de Pontecorvo també es va dispersar. Guido es va traslladar a la Gran Bretanya el 1938, seguit de Giovanni, Laura i Anna el 1939, mentre que Gillo es va unir a Pontecorvo a París.
Treballant en col·laboració amb el físic francès André Lazard al laboratori de Joliot-Curie a Ivry-sur-Seine, Pontecorvo va descobrir el que Frédéric Joliot-Curie va anomenar «fosforescència nuclear»; l'emissió de raigs X quan els neutrons i els protons s'excitaven i tornaven al seu estat fonamental. També va descobrir que alguns isòmers no es transformen en altres elements en desintegrar-se radioactivament. Això va ampliar l'abast del seu ús en aplicacions mèdiques. Per a aquesta investigació innovadora, Pontecorvo va rebre una beca Curie-Carnegie i finançament per al seu treball del Centre Nacional de la Recerca Científica de França.

### La Segona Guerra Mundial

#### La fugida de França
El juny de 1939, Pontecorvo va sol·licitar un visat per visitar Suècia, però la seva sol·licitud va ser rebutjada. El 23 d'agost va arribar la notícia del Pacte Molotov-Ribbentrop. Es va unir al Partit Comunista Francès l'endemà com a afirmació de la seva fe personal en la Unió Soviètica. Marianne es va reunir amb ell a París el 6 de setembre de 1939, tres dies després de la declaració de guerra britànica i francesa a Alemanya en resposta a la invasió alemanya de Polònia que va iniciar la Segona Guerra Mundial a Europa. Es van casar el 9 de gener de 1940.
Quan els alemanys van ocupar París el maig de 1940, van decidir marxar. Encara que els britànics van oferir refugi als científics nuclears francesos, inclosos Hans von Halban i Lew Kowarski, van considerar Pontecorvo com un «indesitjable». Afortunadament, Segrè havia rebut una oferta de feina a Tulsa, Oklahoma, per part de dos expatriats europeus que buscaven un expert en física de neutrons. Segrè havia rebutjat l'oferta (ja tenia una bona feina a la Universitat de Califòrnia), però va recomanar Pontecorvo.
El 2 de juny de 1940 va veure marxar Marianne i Gil amb les seves pertinences en un tren cap a Tolosa, on vivia la seva germana Giuliana amb el seu marit, Duccio Tabet. El 13 de juny, just un dia abans de l'entrada dels alemanys a París, Pontecorvo, el seu germà Gillo, el seu cosí Emilio Sereni i Salvador Luria van marxar cap a Tolosa amb bicicleta. Van trigar deu dies a arribar a Tolosa. Luria se'n va anar a Marsella, des d'on finalment va arribar als Estats Units d'Amèrica. Pontecorvo, Marianna, Gil, Giuliana i Tabet van pujar a un tren que els va portar a Lisboa per Madrid el 19 de juliol de 1940. Les dues dones estaven embarassades. Marianne va tenir un avortament involuntari i gairebé no estava en condicions de viatjar, però tanmateix va pujar a bord del vaixell Quanza el 9 d'agost de 1940 en el seu viatge portant refugiats als Estats Units d'Amèrica. Les dues dones van patir el mal de mar. El 19 d'agost de 1940, el vaixell va arribar a la ciutat de Nova York, on es van allotjar amb el seu germà Paolo. Mentre era allà, va visitar Fermi a la seva nova casa a Leonia, Nova Jersey.

#### Prospecció en Oklahoma
A Tulsa, Pontecorvo va anar a treballar per a dos migrants europeus, Jakov «Jake» Neufeld i Serge Alexandrovitx Scherbatskoy, que havien fundat una empresa anomenada Well Surveys amb fons proporcionats per Standard Oil. La seva idea era aplicar la física nuclear a la recerca de minerals. Un dispositiu de raigs gamma havia tingut èxit en l'anàlisi dels afloraments de roques. Inspirats pel treball fet a Itàlia i França, van raonar que els neutrons, en estar sense càrrega elèctrica, podrien ser capaços de detectar diferents elements sota la superfície induint radioactivitat a les roques. Amb Pontecorvo, tenien l'expert que necessitaven.
Pontecorvo va crear una font de neutrons utilitzant radi i beril·li, com tenien els Nois de la Via Panisperna, amb cera de parafina com a moderador de neutrons, i va mesurar l'absorció de diferents minerals mitjançant mètodes desenvolupats per Fermi i Amaldi. El juny de 1941, tenia un dispositiu que podia diferenciar l'esquist, la pedra calcària i el gres, i mapejar les transicions entre ells. La tècnica es pot considerar la primera aplicació pràctica del descobriment de neutrons lents, i encara s'utilitzaria dècades més tard per al registre de pous. Va presentar quatre patents relacionades amb la seva instrumentació.
A finals de 1941, Pontecorvo tenia dificultats per obtenir els radioisòtops que necessitava. Sense saber-ho, el Projecte Manhattan, l'esforç de guerra per construir bombes atòmiques, estava arraconant el mercat. En un intent d'aconseguir-los, es va reunir amb Enrico Fermi, Hans von Halban i George Placzek a Nova York l'abril de 1942. No va poder aconseguir els subministraments que volia, però Fermi va mostrar un gran interès inesperat pel seu treball en Wells Surveys.

#### Tube Alloys
De la reunió amb Fermi no va obtenir subministraments, però sí que va donar lloc a que Pontecorvo rebés una oferta de von Halban i Placzek per unir-se a l'equip de Tube Alloys del Laboratori de Montreal, al Canadà. Hi va haver certa preocupació per part de Sir Edward Appleton pel seu nomenament, no per les creences polítiques de Pontecorvo, sinó pel fet que no era de nacionalitat britànica, i ja hi havia un gran nombre de científics estrangers treballant en Tube Alloys. Appleton es va convèncer finalment a causa de la reputació de Pontecorvo i del fet que els bons físics eren escassos. Pontecorvo va ser nomenat oficialment a Tube Alloys el 15 de gener de 1943, i va arribar a Mont-real amb la seva família el 7 de febrer de 1943. L'equip de Mont-real va dissenyar un reactor nuclear utilitzant aigua pesant com a moderador de neutrons, però no tenia la quantitat d'aigua pesant necessària. L'agost de 1943, Churchill i Roosevelt van negociar l'Acord del Quebec, que va donar lloc a la represa de la cooperació entre els Estats Units d'Amèrica i la Gran Bretanya, incorporant Tube Alloys en el Projecte Manhattan.
John Cockcroft es va convertir en director del Laboratori de Montreal l'any 1944. Per raons de seguretat, va decidir construir el reactor als remots laboratoris de Chalk River. Amb la vista posada en un programa nuclear de postguerra, va fer que Pontecorvo i Alan Nunn May obtinguessin «informacions» dels científics del Projecte Manhattan que van visitar el Canadà, a la pràctica espiant per a la Gran Bretanya. Malauradament, Nunn May era un espia soviètic.
El segon fill de Pontecorvo va néixer el 20 de març de 1944 i va rebre el nom de Tito en honor del líder comunista iugoslau Josip Broz Tito. Un tercer fill, Antonio, va néixer el juliol de 1945.
Amb aigua pesant subministrada pels Estats Units d'Amèrica, el reactor de Chalk River, conegut com ZEEP (Zero Energy Experimental Pile), va ser crític el 5 de setembre de 1945. A més del disseny del reactor, Pontecorvo també va estudiar els raigs còsmics, la descomposició dels muons, i el que seria la seva obsessió, els neutrins. Va escriure 25 articles relacionats amb el disseny del reactor, tot i que només se'n van publicar dos. També va fer algunes prospeccions amb la seva antiga empresa, buscant jaciments d'urani prop de Port Radium als Territoris del Nord-oest.
Els físics van tenir una gran demanda un cop acabada la guerra l'agost de 1945, i Pontecorvo va rebre ofertes atractives i lucratives de diverses universitats dels Estats Units d'Amèrica. En canvi, el 21 de febrer de 1946, va acceptar una oferta de Cockcroft per unir-se al British Atomic Energy Research Establishment (AERE). De moment, va romandre a Chalk River per a la posada en servei del nou reactor NRX (National Research Experimental) el 1947. Va ser un dels quatre físics presents a la sala de control quan el NRX es va posar en marxa la nit del 21 al 22 de juliol de 1947. Aquest reactor tenia cinc vegades el flux de neutrons que qualsevol altre reactor del moment, i era el reactor d'investigació més potent del món. Pontecorvo adquirir el sobrenom de «Ramón Novarro» en honor a l'actor d'aquest nom arran d'una aventura en la qual va fer un viatge a Boston amb dues dones, cosa que va culminar amb la seva esposa Marianne netejés el compte bancari i marxés cap a Banff amb els seus fills; però es van reconciliar. Tot i que anteriorment havia pres mesures per convertir-se en ciutadà dels Estats Units d'Amèrica, Bruno Pontecorvo es va convertir en súbdit britànic el 7 de febrer de 1948. Finalment va marxar de Chalk River cap al Regne Unit el 24 de gener de 1949.

### Deserció

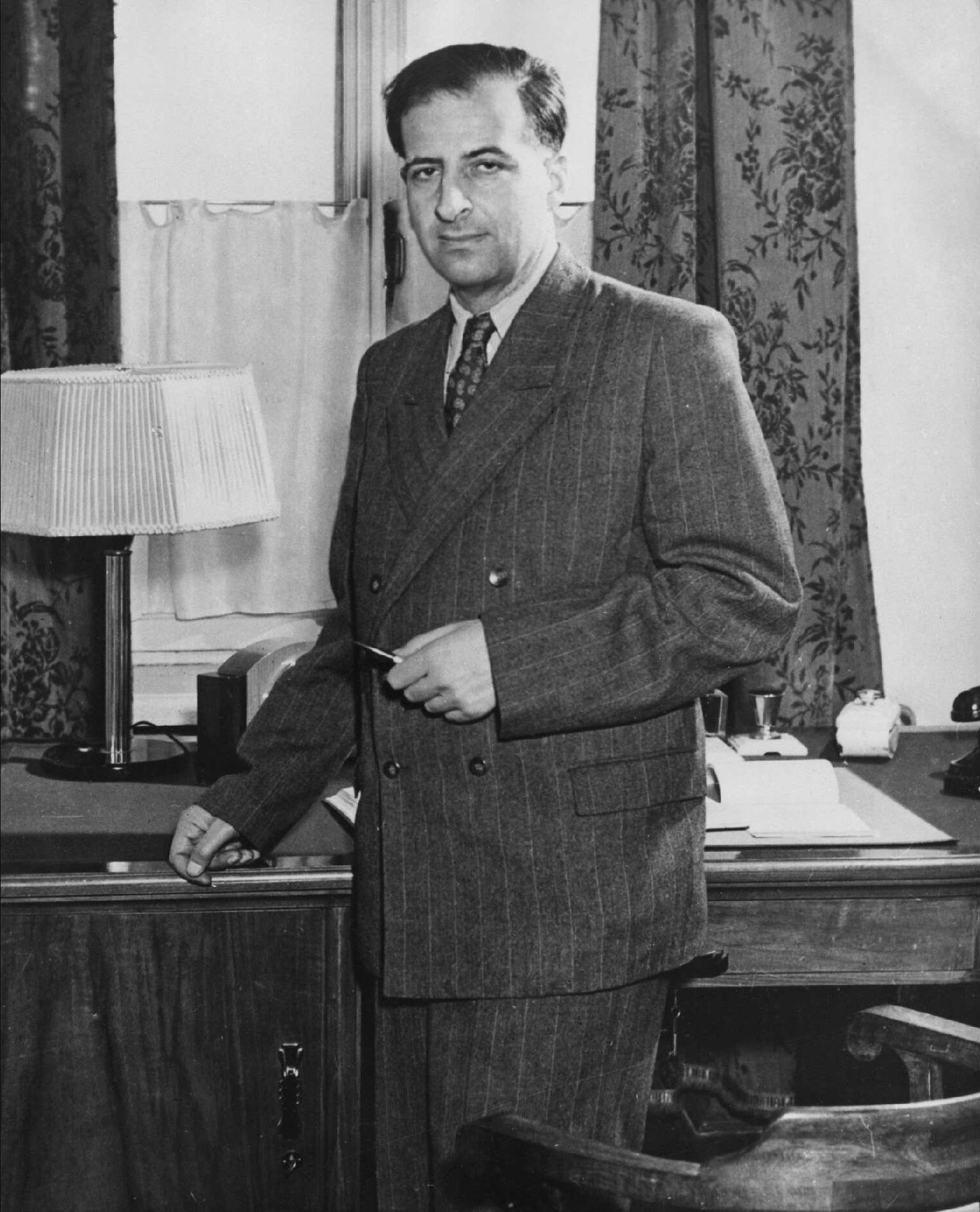
Bruno Pontecorvo, 1955

A Harwell, Pontecorvo va continuar participant en projectes de disseny de reactors. Com a membre del Power Steering Committee (PSC), va participar en les discussions sobre la producció i l'ús de materials fissionables i els materials utilitzats en la construcció de reactors. L'any 1949, altres nois de la Via Panisperna, en particular Emilio Segrè, van començar a reclamar les seves patents relacionades amb el comportament dels neutrons lents, que estaven al cor del disseny de reactors nuclears i d'armes nuclears. Per tant, l'Oficina Federal d'Investigació dels Estats Units d'Amèrica (FBI) va començar a investigar els seus antecedents. Va assenyalar, dels seus fitxers del Projecte Manhattan de 1943, que els germans de Pontecorvo Giuliana, Laura i Gillo eren comunistes, i que Pontecorvo i Marianne probablement també eren comunistes, i ho va informar al MI5 a Gran Bretanya i a Kim Philby del MI6 a Washington, D.C.
El febrer de 1950, el company de Harwell de Pontecorvo, Klaus Fuchs, va ser arrestat per espionatge. L'AERE va començar a prendre's la seguretat més seriosament, i Pontecorvo va ser entrevistat per Henry Arnold, l'oficial de seguretat de l'AERE. Tot i que Arnold no tenia proves que Pontecorvo fos un espia soviètic, sí que sentia que era un risc per a la seguretat i va recomanar que se'l traslladés a una posició on no tingués accés al material d'alt secret. Herbert Skinner va suggerir a Pontecorvo que sol·licités una càtedra de nova creació a la Universitat de Liverpool, on Skinner ocupava la càtedra Lyon Jones de física experimental. El juny de 1950 se li va oferir el càrrec a Pontecorvo.
El 1r de setembre de 1950, enmig d'unes vacances a Itàlia, Pontecorvo va volar sobtadament de Roma cap a Estocolm amb la seva esposa i els seus tres fills sense informar-ne amics ni familiars. El 2 de setembre va ser ajudat pels agents soviètics a entrar a la Unió Soviètica des de Finlàndia. La seva sobtada desaparició va causar molta preocupació a molts dels serveis d'intel·ligència occidentals, especialment els de Gran Bretanya, Canadà i Estats Units d'Amèrica, que estaven preocupats per la fugida de secrets atòmics cap a la Unió Soviètica, i de Finlàndia i Suècia, a través dels quals Pontecorvo i Marianne havia estat autoritzat a viatjar sense passaports i visats vàlids.
El 1952, el paper potencial de Pontecorvo en la transferència de secrets nuclears a Rússia es va parlar als diaris estatunidencs.
Segons Oleg Gordievsky, l'oficial de més alt rang de la KGB que mai ha desertat, i Pavel Sudoplatov, l'antic director adjunt d'Intel·ligència Exterior de la Unió Soviètica, Pontecorvo era un espia soviètic. No obstant això, Sudoplatov va identificar erròniament Pontecorvo com l'espia amb nom en clau «Mlad», que ara sabem que era Ted Hall. Tot i que Pontecorvo sempre va negar treballar en armes nuclears, al Canadà, Gran Bretanya o la Unió Soviètica, mai va confirmar ni va negar que fos un espia. Les proves reals contra ell eren febles. Frank Close va assenyalar que els plànols del reactor canadenc NRX havien arribat a la Unió Soviètica, i Lona Cohen va obtenir una mostra d'urani del NRX després que va començar a operar el 1947. Nunn May no podria haver estat el culpable, així que Pontecorvo és el principal sospitós.
A l'URSS, Pontecorvo va ser acollit amb honors i concedit una sèrie de privilegis reservats només a la nomenklatura soviètica. Va treballar fins a la seva mort a l'actual Institut Unificat de Recerca Nuclear a Dubna, concentrant-se completament en estudis teòrics de partícules d'alta energia i continuant la seva investigació sobre neutrins i desintegració dels muons. Com a reconeixement a la seva investigació, va rebre el Premi Stalin el 1953, la pertinença al Partit Comunista de la Unió Soviètica el 1955 i l'Acadèmia de Ciències de la Unió Soviètica el 1958, i dues Ordres de Lenin. Va ser guardonat amb el Premi Lenin el 1964 pel seu treball sobre la interacció feble. Va començar una relació de tota la vida amb Rodam Amiredzhibi, l'esposa del poeta Mikhaïl Arkadyevitx Svetlov, el 1950. El 1955, va aparèixer en públic en una roda de premsa on va explicar al món les motivacions de la seva elecció per abandonar Occident i treballar a la Unió Soviètica. Com a resultat, el Regne Unit va revocar la seva ciutadania britànica el 24 de maig de 1955. A Pontecorvo no se li va permetre sortir de la Unió Soviètica durant molts anys; el seu primer viatge a l'estranger va ser l'any 1978 quan va viatjar a Itàlia per a les celebracions del 70è aniversari d'Amaldi. A partir d'aleshores, va fer viatges freqüents a Itàlia i visites ocasionals a altres països. França es va negar a permetre-li la visita el 1982 i el 1984, però va cedir el 1989.

### Vida posterior

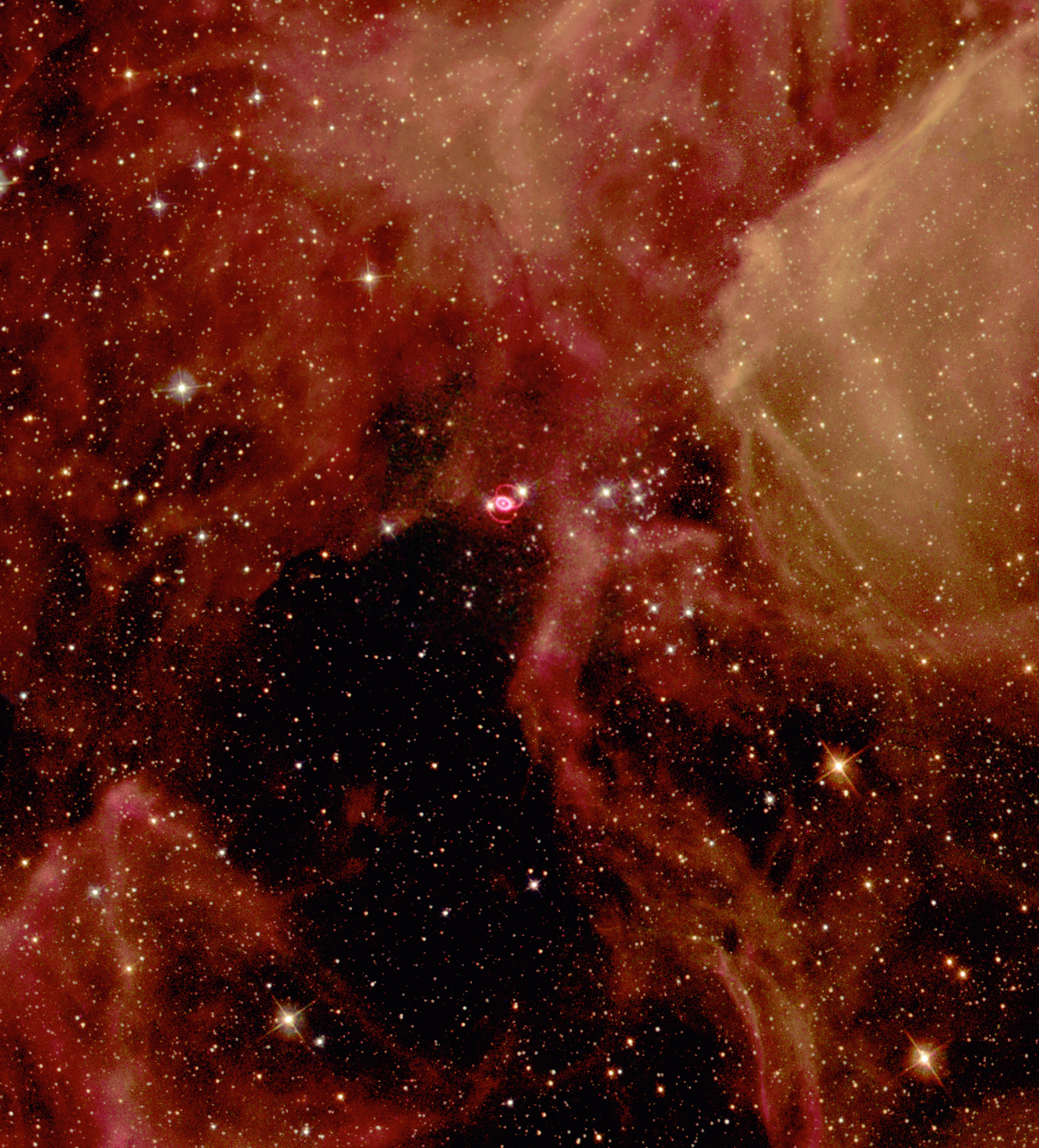
Supernova SN1987A (l'objecte brillant al centre), vist a través del telescopi espacial Hubble

El treball científic de Pontecorvo està ple d'intuïcions formidables, algunes de les quals han representat fites de la física moderna. Gran part d'això implicava el neutrí, una partícula subatòmica proposada per primera vegada teòricament per Wolfgang Pauli el 1930 per tal d'explicar l'energia no detectada que escapava durant la desintegració beta perquè no es violés la llei de la conservació de l'energia. Fermi el va anomenar «neutrino», en italià per «petit neutre», i el 1934 va proposar la seva teoria de la desintegració beta que explicava que els electrons emesos des del nucli es van crear per la desintegració d'un neutró en un protó, un electró i un neutrins. Inicialment es pensava que els neutrins eren indetectables, però el 1945 Pontecorvo va assenyalar que un neutrí que colpejès un nucli de clor podria transformar-lo en argó-37 inestable que emet, amb una vida mitjana de 34 dies, després d'una reacció de captura K, un electró Auger de 2,8 keV que permet la seva detecció directa:
ν + 37Cl → e− + 37Ar
L'article de Pontecorvo de 1945 atribueix la idea d'utilitzar tetraclorur de carboni (CCl4) al físic francès Jules Guéron. Els experiments es van dur a terme a Chalk River utilitzant el NRX com a font de neutrins, però no van tenir èxit i es van abandonar el 1949, després que Pontecorvo hagués marxat. L'experiment no va tenir èxit perquè, desconegut en aquell moment, els reactors nuclears produïen antineutrins en lloc de neutrins. En el que ara es coneix com l'experiment de neutrins Cowan-Reines, Frederick Reines i Clyde Cowan van detectar antineutrins el 1955, pel qual van guanyar el Premi Nobel de Física el 1995.
La idea es va reprendre en la recerca de neutrins solars. Teòricament, el Sol produeix neutrins en el curs de les reaccions de fusió nuclear. Pontecorvo va acreditar a Maurice Pryce per aquesta idea. La més comuna, la reacció en cadena protó-protó en què l'hidrogen es fusiona per formar heli produeix neutrins que no tenen prou energia per interactuar amb el clor. Tanmateix, el cicle CNO molt menys comú que produeix carboni, nitrogen i oxigen sí. A finals de la dècada del 1960, Ray Davis i John N. Bahcall van detectar neutrins solars a l'experiment Homestake, pel qual Davis va rebre el Premi Nobel de Física l'any 2002. L'experiment va ser el primer a detectar i comptar amb èxit els neutrins solars, però el nombre de neutrins detectats van ser entre un terç i la meitat del nombre previst. Això es va convertir en el problema dels neutrins solars. Durant un temps, els científics van contemplar la terrible possibilitat que el Sol s'hagués cremat.
El problema ja l'havia resolt Pontecorvo l'any 1968. L'any 1959 s'estava dissenyant un potent accelerador de partícules (que no es va construir mai) i va començar a plantejar-se experiments que es podien fer amb ell. Va contemplar un projecte que investigava els muons. Julian Schwinger havia plantejat la hipòtesi que les partícules experimenten la interacció feble mitjançant l'intercanvi de bosons W. El bosó W no es descobriria fins al 1983, però immediatament va sorgir un problema. Gerald Feinberg va assenyalar que això implicava que s'haurien de produir algunes interaccions que mai s'havien observat, però va admetre que això només era cert si els neutrins associats als electrons eren els mateixos que els associats als muons.

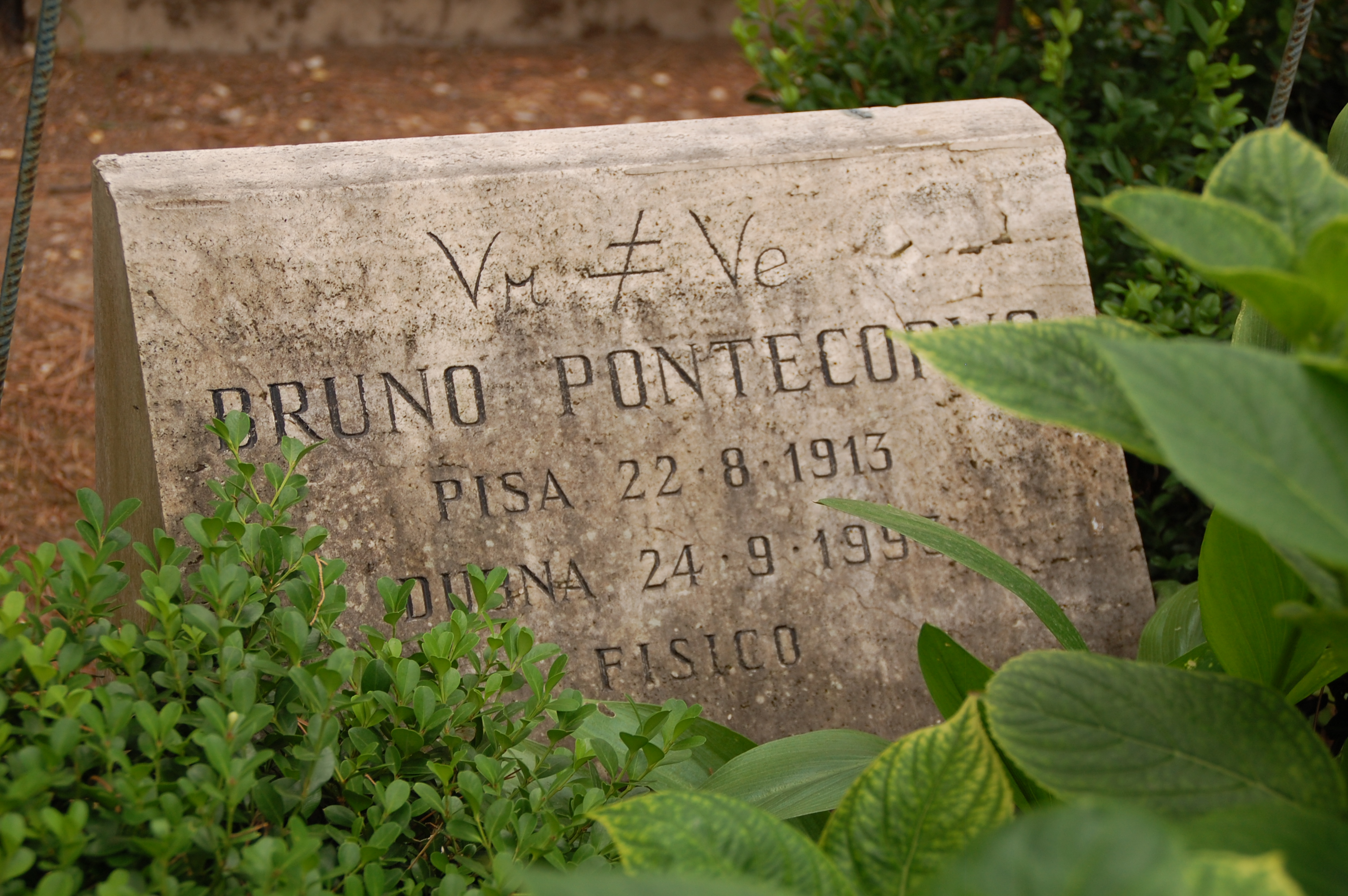
Làpida de Pontecorvo al Cementiri no catòlic de Roma

En un article de 1959, Pontecorvo va enumerar 21 possibles reaccions que implicaven neutrins i va assenyalar que algunes d'elles no es podrien produir tret que el neutrí electrònic (νe) i el neutrí muònic (νμ) fossin el mateix (així, la incapacitat de trobar aquestes reaccions seria una evidència que hi havia dos tipus de neutrins). Aquest article va introduir aquesta notació per als neutrins, que fem servir avui, i va enumerar les raons per les quals va pensar que tenir dos tipus de neutrins era «atractiu per el punt de vista de la simetria i la classificació de les partícules». La predicció que els neutrins associats als electrons són diferents dels associats als muons es va confirmar el 1962. El 1988, Jack Steinberger, Leon M. Lederman i Melvin Schwartz van rebre el Premi Nobel de Física pel descobriment del neutrí muònic.
La solució de Pontecorvo al problema dels neutrins solars va implicar una idea que ell havia considerat per primera vegada el 1957 i que va desenvolupar durant la dècada següent. Aquesta va ser la idea que els neutrins es poden convertir en altres tipus de neutrins, un fenomen conegut com a oscil·lació de neutrins. En algun lloc entre el Sol i la Terra, els neutrins electrònics es podrien transformar en neutrins muònics. Un punt important va ser que perquè això succeís, els neutrins no podien tenir massa zero i, per tant, no podien viatjar a la velocitat de la llum. L'existència de les oscil·lacions va ser finalment establerta per l'experiment Super-Kamiokande el 1998 i posteriorment confirmada per altres experiments.
Aquesta predicció va ser reconeguda pel Premi Nobel de Física 2015, atorgat a Takaaki Kajita i Arthur B. McDonald «pel descobriment de les oscil·lacions de neutrins, que demostra que els neutrins tenen massa». Pontecorvo també va predir el 1958 que les supernoves produirien esclats intensos de neutrins. Molts científics es van emocionar quan la supernova SN 1987A va ser detectada per detectors de neutrins.
Pontecorvo va morir a Dubna el 24 de setembre de 1993, afectat per la malaltia de Parkinson. D'acord amb els seus desitjos, la meitat de les seves cendres van ser enterrades al cementiri no catòlic de Roma, i una altra meitat a Dubna (Rússia).
L'any 1995, en reconeixement dels seus mèrits científics, l'Institut Unificat de Recerca Nuclear va instituir el prestigiós Premi Pontecorvo. El premi, atorgat anualment a un científic individual, reconeix «les investigacions més significatives en física de partícules elementals», tal com reconeix la comunitat científica internacional. El 2006, la societat històrica de Moscou Moskultprog va presentar una placa artística a la casa de Pontecorvo a Moscou, al carrer Tverskaya 9.